# Ludwig Rehn
Ludwig Wilhelm Carl Rehn (13 de abril de 1849 – † 29 de mayo de 1930) fue un cirujano alemán. Nació en la villa de Allendorf y fue el menor de cinco hijos. Después de acudir a la escuela monástica en Bad Hersfeld, estudió medicina en la Universidad de Marburgo de 1869 a 1874, donde se convirtió en un miembro del cuerpo de estudiantes Hasso-Nassovia.
Rehn sirvió como voluntario en la guerra Franco-Prusiana de 1870-71. En 1875 recibió su doctorado de la Universidad de Marburgo y comenzó a practicar en Griesheim cerca de Fráncfort del Meno y luego en Rödelheim. Mientras que, en 1880, llevó a cabo la primera tiroidectomía. Desde 1886, fue cirujano y después jefe de departamento y administró el centro quirúrgico del hospital urbano en Fráncfort del Meno.
En 1914, fue nombrado profesor de cirugía en la nuevamente fundada Universidad de Fráncfort del Meno y durante la Primera Guerra Mundial sirvió como cirujano general. Rehn fue también miembro del senado científico de la Academia Kaiser Wilhelm en Berlín.
Rehn es recordado por crear la aclaración de las causas del cáncer con trabajadores de las fábricas locales de anilina.
El 9 de septiembre de 1896, Rehn fue la primera persona en suturar exitosamente una herida en el corazón, algo que para entonces se consideraba imposible, cuando reparó una herida de puñalada sufrida por el jardinero de 22 años Wilhelm Justus.
Él murió en 1930. Su nieto, Götz Rehn es el fundador y cabeza actual de Alnatura, una cadena alemana de mercados de bio-alimentaria.

## Honores
EL Premio Ludwig Rehn, donado en 1973 por la Cámara de Industria y Comercio de Fráncfort del Meno, había sido otorgado desde 1974 por el excelente trabajo científico en el área de la cirugía general. Adicionalmente, Ludwig Rehn-Strasse en Fráncfort del Meno fue nombrado después de su muerte.   
- Datos: Q73609
- Multimedia: Ludwig Rehn / Q73609

The Ludwig Rehn-Prize, donated in 1973 by the Chamber of Industry and Commerce of Frankfurt am Main, has been awarded since 1974 for excellent scientific work in the area of the general surgery. Additionally, Ludwig Rehn-Strasse in Frankfurt am Main was named after him.